# Mesnil-Angot
Mesnil-Angot é uma comuna francesa na região administrativa da Normandia, no departamento Mancha. Estende-se por uma área de 4,25 km². 